# Fargo (North Dakota)
Fargo, gesticht in 1871, is de grootste stad (city) in de staat North Dakota in het Middenwesten van de Verenigde Staten, en is de hoofdplaats van Cass County. Het is niet de hoofdstad van North Dakota, dat is Bismarck. De stad dankt haar naam aan de ondernemer William George Fargo, medeoprichter van American Express.

## Demografie
Bij de volkstelling in 2000 werd het aantal inwoners vastgesteld op 90.599. Daarmee is Fargo de grootste stad van North Dakota. In 2006 is het aantal inwoners door het United States Census Bureau geschat op 90.056, een daling van 543 (-0,6%). Fargo vormt met onder meer West Fargo en Moorhead (Minnesota) de agglomeratie Fargo-Moorhead. In 2008 woonden er in dit grootstedelijk gebied 195.685 mensen (schatting).

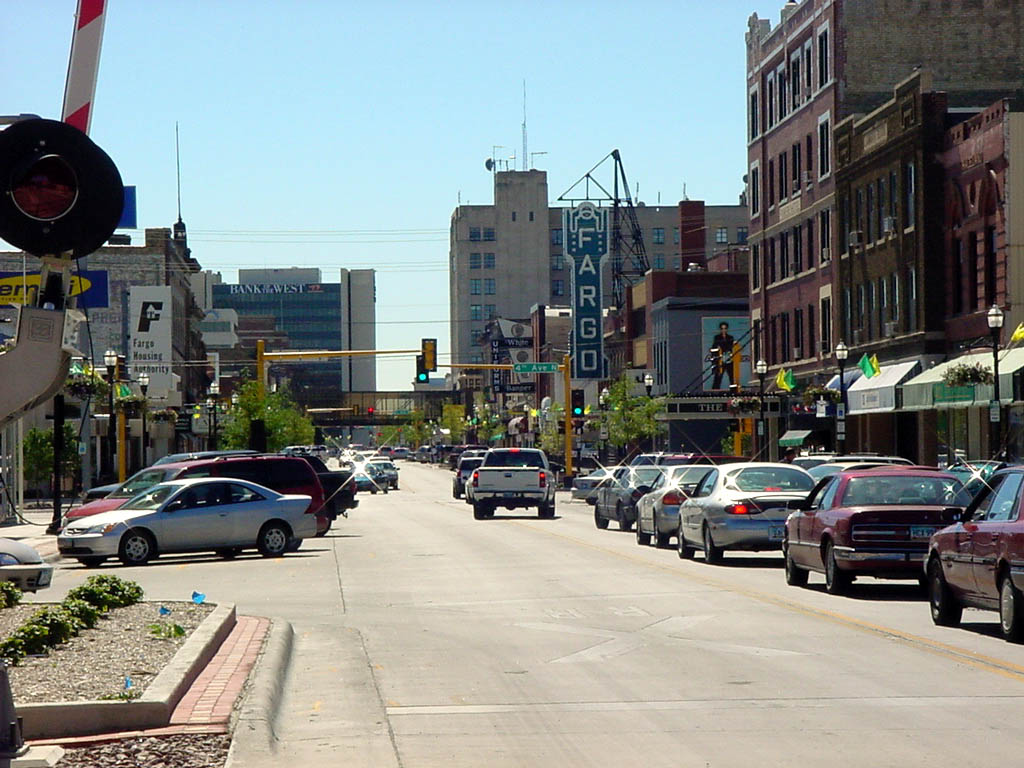
Centrum van Fargo

## Geografie
Fargo ligt aan de Red River of the North, in de Red River Valley. De rivier vormt hier de grens met de staat Minnesota.
Volgens het United States Census Bureau beslaat de plaats een oppervlakte van 98,3 km², geheel bestaande uit land.

## Economie
Fargo heeft een zeer gevarieerde en robuuste economie. Van oudsher spelen agrarische bedrijven een belangrijke rol. Green Eco Mobility, een dochter van Chrysler, produceert auto's. Ook Microsoft en Intelligent InSites hebben vestigingen in Fargo. Daarnaast profiteert de plaats van de nabije olievelden. Ook North Dakota State University draagt in grote mate bij aan de economie van Fargo.

## Verkeer
Interstate 29 en Interstate 94 kruisen elkaar in Fargo. Het is een kruispunt van verschillende spoorlijnen van de BNSF Railway.
In Fargo ligt ook de grootste luchthaven in North Dakota, Hector International Airport.

## Plaatsen in de nabije omgeving
De onderstaande figuur toont nabijgelegen plaatsen in een straal van 8 km rond Fargo.

## Geboren
- Bobby Vee (1943-2016), popzanger
- David Lee Thompson (1951), beeldend kunstenaar en dichter
- Jennifer Baumgardner (1970), auteur en feministe
- Timm Sharp (1978), acteur
- Charlie Korsmo (1978), acteur
- Jonny Lang (1981), blues- en gospelzanger